# Francesco Grenet
Francesco Enrico Grenet (Napoli, 23 giugno 1846 – Napoli, 22 maggio 1915) è stato un militare e politico italiano.

## Biografia
Originario di una nobile famiglia francese emigrata a Napoli dopo la caduta di Carlo X, aspirante guardiamarina già nel 1860 a quattordici anni si guadagna l'ammissione in accademia navale e una medaglia d'argento partecipando all'assedio di Gaeta a bordo della ex fregata Borbone. Effettivamente ammesso all'età minima prevista dei diciassette anni, diviene capitano di vascello nel 1866, e partecipa alla battaglia di Lissa (dove viene nuovamente decorato).
Dal 1889 al 1891 è addetto navale a Londra, ed è promosso Contrammiraglio nel 1896. Ha diretto il regio arsenale di Napoli (1897-1902). Nel 1904 comanda la squadra navale italiana in Estremo oriente, ed è promosso viceammiraglio dal maggio 1905. È stato comandante delle forze navali italiane del Mediterraneo (1908-1910) e ha concluso la carriera al Consiglio superiore di marina fino al 1911. Senatore del Regno dal 1911 alla morte, fu nonno di Filippo de Grenet e trisavolo di Samantha de Grenet.